# Tefental
Tefental ist eine Hofschaft in Remscheid in Nordrhein-Westfalen (Deutschland).

## Lage und Verkehrsanbindung
Tefental liegt im südöstlichen Remscheid im statistischen Stadtteil Bergisch Born Ost des Stadtbezirks Lennep nahe dem größeren Ortsteil Bergisch Born. Der Tefentaler Bach, ein Zufluss des Langenbachs, fließt am Ort vorbei. Weitere Nachbarorte sind Jägerhaus, Piepersberg,  Bergerhöhe, Heydt, Ober- und Niederlangenbach.

## Geschichte
Tefental wurde erstmals 1484 als Tyvendale urkundlich erwähnt. Die Karte Topographia Ducatus Montani aus dem Jahre 1715 zeigt den Hof als Tiefendahl. Im 18. Jahrhundert gehörte der Ort zum bergischen Amt Bornefeld-Hückeswagen. 1815/16 lebten 31 Einwohner im Ort.
1832 gehörte Tefental unter dem Namen Tefendahl der Lüdorfer Honschaft an, die ein Teil der Hückeswagener Außenbürgerschaft innerhalb der Bürgermeisterei Hückeswagen war. Der laut der Statistik und Topographie des Regierungsbezirks Düsseldorf als Weiler kategorisierte Ort besaß zu dieser Zeit neun Wohnhäuser und zwölf landwirtschaftliche Gebäude. Zu dieser Zeit lebten 39 Einwohner im Ort, davon vier katholischen und 35 evangelischen Glaubens.
Im Gemeindelexikon für die Provinz Rheinland werden für 1885 vier Wohnhäuser mit 30 Einwohnern angegeben. Der Ort gehörte zu dieser Zeit zur Landgemeinde Neuhückeswagen innerhalb des Kreises Lennep. 1895 besitzt der Ort drei Wohnhäuser mit 18 Einwohnern, 1905 drei Wohnhäuser und 20 Einwohner.
Im Zuge der nordrhein-westfälischen Kommunalgebietsreform (§ 21 Düsseldorf-Gesetz) wurde am 1. Januar 1975 der östliche Bereich um Bergisch Born mit dem Hof Tefental aus der Stadt Hückeswagen herausgelöst und in die Stadt Remscheid eingegliedert.